# Cantonul Cholet-1
Cantonul Cholet-1 este un canton din arondismentul Cholet, departamentul Maine-et-Loire, regiunea Pays de la Loire, Franța.

## Comune
- Cholet (parțial, reședință)
- Saint-Léger-sous-Cholet
- La Séguinière